# Larinus vulpes
Larinus vulpes es una especie de escarabajo del género Larinus, tribu Lixini, familia Curculionidae. Fue descrita científicamente por A. G. Olivier en 1807.
Se distribuye por Europa: Francia, Rusia y Ucrania, también en Kazajistán. La especie se mantiene activa durante los meses de enero, mayo, junio, julio, agosto y septiembre.